# Choristella nofronii
Choristella nofronii is een slakkensoort uit de familie van de Lepetellidae. De wetenschappelijke naam van de soort is voor het eerst geldig gepubliceerd in 1992 door McLean.